# Gracjan Bojar-Fijałkowski
Gracjan Bojar-Fijałkowski pseud. „Bojar”, „Żegota” (ur. 21 października 1912 w Bobrownikach, zm. 24 grudnia 1984 w Koszalinie) – polski pisarz, historyk, badacz słowiańskiej przeszłości Polski i okresu hitlerowskiej okupacji, oficer kawalerii Wojska Polskiego i Armii Krajowej.

## Życiorys
Urodził się w rodzinie Adolfa i Władysławy z d. Olejniczak. Absolwent gimnazjum koedukacyjnego w Rypinie. Tradycje wojskowe w rodzinie, utrwalone udziałem starszych braci w walkach o niepodległą Polskę: gen. bryg. Czesław Młot-Fijałkowski (1892–1944), ppłk Stefan Fijałkowski (1899–1966) AK „Baca”, „Młotek” i rtm. Kajetan Fijałkowski (1915–1975) AK „Rafał”, zdecydowały o wybraniu podobnej drogi życia. Czterej bracia zostali odznaczeni wieloma odznaczeniami w tym każdy z nich otrzymał Order Virtuti Militari.
Był absolwentem Szkoły Podchorążych Kawalerii w Grudziądzu. 4 sierpnia 1934 Prezydent RP Ignacy Mościcki mianował go podporucznikiem ze starszeństwem z 15 sierpnia 1934 i 54. lokatą w korpusie oficerów kawalerii, a Minister Spraw Wojskowych wcielił do 9 Pułku Strzelców Konnych w Grajewie. Na porucznika został awansowany ze starszeństwem z 19 marca 1938 i 54. lokatą w korpusie oficerów kawalerii. W marcu 1939 r. pełnił służbę w macierzystym pułku na stanowisku dowódcy plutonu w szwadronie karabinów maszynowych.
W czasie kampanii wrześniowej walczył w 103 Pułku Szwoleżerów należącym do Brygady Rezerwowej Kawalerii Wołkowysk. Internowany 24 listopada 1939 na terenie Litwy, uciekł z obozu i podczas próby przedostania się do Francji został aresztowany i osadzony w obozie w Kalwarii Suwalskiej skąd ponownie uciekł. Od grudnia 1941 r. wraz z żoną w szeregach ZWZ i Armii Krajowej. Skierowany do pracy konspiracyjnej jako szef łączności w obwodach biłgorajskim i sandomierskim. Na początku lipca 1943 r. został aresztowany i osadzony w niemieckim obozie koncentracyjnym Auschwitz-Birkenau, a następnie w innych obozach.
W 1957 r. przeniósł się do Koszalina, gdzie pracował w Słowie Powszechnym i założycielem koszalińskiego oddziału Związku Literatów Polskich. Przeżycia obozowe mocno zaważyły na jego późniejszej twórczości naukowej i literackiej. Uzyskawszy w 1977 r. stopień doktora nauk humanistycznych (rozprawa: Hitlerowska polityka wobec jeńców wojennych na Pomorzu Zachodnim 1939-1945, promotor: Czesław Łuczak) wiele lat poświęcił pracy badawczej. Efektem są m.in. publikacje dotyczące okresu wojennego – Powrót z tamtego brzegu, Powilcze czy Losy jeńców wojennych na Pomorzu Zachodnim i Meklemburgii 1939–1945, a także historii Pomorza – Święty Otton z Bambergu czy Mury Drahimia.
Zajmując się dziejami Pomorza, początkowo niejako przy okazji, zafascynowany słowiańską przeszłością tego obszaru, podjął wątki religijno-kulturowe, co zaowocowało wieloma książkami z legendami i podaniami. Jego zbiory legend doczekały się kilkunastu wydań. Wróżba Swantewita, Szczęście pod jaskółczym gniazdem, Legendy koszalińskiego grodu, Legendy znad drawskich jezior czy też Legendy ze słowińskiej checzy – wciąż cieszą się dużą poczytnością wśród małych czytelników.

## Wybrane publikacje
- Powilcze – opowiadania z czasów wojny i okupacji
- Morze szumi jak dawniej – opowiadania dla młodzieży i dzieci
- Pieśń Swantibora – zbiór baśni, podań i legend Pomorza Zachodniego
- Legendy koszalińskiego grodu – ludowe podania o grodzie i mieście Koszalinie
- Legendy znad drawskich jezior – ludowe podania z obszaru Poj. Drawskiego
- Legendy ze słowińskiej checzy – ludowe podania z krainy Słowińców
- Wróżby Swantewita – wybór baśni, podań i legend Pomorza Środkowego

## Życie rodzinne
Żonaty z Zofią z d. Łuciejko pseud. „Magdalena”. Mieli dzieci: Anna (ur. 1946), Zbigniew (ur. 1949), Czesław (ur. 1953).

## Ordery i odznaczenia
- Krzyż Srebrny Orderu Virtuti Militari[1]
- Krzyż Walecznych[1]
- Krzyż Armii Krajowej[1]

## Upamiętnienie
Jego imieniem nazwano ulicę w Koszalinie